# Thomas Bareiß
Thomas Bareiß (né le 15 février 1975 à Albstadt) est un homme politique allemand et membre du CDU.